# Parafia św. Marcina w Alberschwende
Parafia św. Marcina w Alberschwende – parafia rzymskokatolicka, administracyjnie należąca do austriackiej diecezji Feldkirch. 